# Ганнібал Гемлін
Ганнібал Гемлін (англ. Hannibal Hamlin; нар. 27 серпня 1809 — пом. 4 липня 1891) — американський політик, сенатор від штату Мен, 16-й віцепрезидент США на першому терміні Авраама Лінкольна в період Громадянської війни.

## Біографія
Гемлін народився в родині Сайруса Гемліна та Анни Лівермор в місті Періс, що в штаті Мен. Він був нащадком в шостому поколінні англійського колоніста Джеймса Гемліна, котрий оселився в колонії Массачусетської Затоки в 1639 році та внучатим племінником американського сенатора Семюела Лівермора з Нью-Гемпширу, а також правнуком Стівена Емері — генерального прокурора штату Мен в 1839—1840 рр.
Після закінчення місцевих шкіл і Хебронської Академії Гемлін, змінивши безліч професій, в 1833 р. розпочав юридичну практику. В 1836 р. Гемлін був обраний до Палати представників Мена, де перебував до 1841 р. В 1840 р. він невдало намагався обратися в Палату представників США, в якій знаходився в 1843–1847 рр.. В 1848 р. він був обраний по вакансії в Сенат, а в 1851 р. на повний термін. У той період він був членом Демократичної партії, і підтримував кандидатуру Франкліна Пірса на виборах в 1852 р. 12 червня 1856 р. Гемлін вийшов з Демократичної партії і вступив в новостворену Республіканську партію. 8 січня 1857 р. Гемлін став губернатором Мена, бувши обраним зі значною більшістю голосів, але вже 25 лютого залишив цей пост і повернувся в Сенат.
В 1860 р. Гемлін був номінований у віцепрезиденти в парі з Авраамом Лінкольном на президентських виборах, і був обраний, ставши першим віцепрезидентом від Республіканської партії, а також від штату Мен. Гемлін показав себе як сильний оратор і переконаний противник рабства. Гемлін сприяв призначенню Джозефа Хукера на пост командувача Потомакською армією. Дії Хукера були невдалі, і це, а також надмірно радикальні позиції і заяви Гемліна, з'явилися причиною того, що на президентських виборах в 1864 р. Лінкольн, не мотивувавши свого рішення, віддав перевагу вибрати кандидатом у віцепрезиденти демократа — жителя півдня Ендрю Джонсона в рамках політики майбутнього національного примирення. Гемлін віддалився у свій будинок в Бангор.
В 1869 р. він був знову обраний до Сенату, де перебував до 1881 р. У тому ж році президент Джеймс Гарфілд призначив Гемліна послом в Іспанію, яку посаду той обіймав протягом року. Після цього Гемлін пішов з політики і жив у своєму будинку в Бангорі, втім, роблячи значний вплив на суспільне життя штату. Помер в День незалежності США під час гри в карти в Клубі Тарратайн e Бангорі.